# Chaudhuria
Chaudhuria är ett släkte av fiskar. Chaudhuria ingår i familjen Chaudhuriidae.
Arter enligt Catalogue of Life:
- Chaudhuria caudata
- Chaudhuria fusipinnis
- Chaudhuria ritvae